# فينتيازاك
فينتيازاك  (بالإنجليزية: Fentiazac)‏ وهو دواء يستخدم لالآم العضلات والمفاصل.